# Cratère (historien)
Pour les articles homonymes, voir Cratère.
Cratère, en grec ancien Κρατερός, est un historien macédonien du IIIe siècle av. J.-C. (-321 – vers -263). Il est parfois considéré comme le fils du général Cratère et de Phila, fille d'Antipatros, épouse de Démétrios Ier Poliorcète.

## Notice biographique
Lorsque Antigonos II Gonatas devint roi de Macédoine, Cratère fut nommé gouverneur de Corinthe et Chalcis. Il a conservé son statut en toute loyauté de -280 à sa mort. Il fut père d’un fils, Alexandre de Corinthe, qui va achever le règne de son père sur Corinthe et Eubée, et devient tyran vers -253 avec l’indépendance pour but. En tant qu’historien, Cratère a plutôt été compilateur de documents sur l’histoire de la région Attique, rassemblant inscriptions, décrets du peuple, construisant ainsi une histoire d’Athènes citée par Harpocration et Stéphane de Byzance.